# Anemia × candidoi
Anemia × candidoi là một loài dương xỉ trong họ Anemiaceae. Loài này được Brade mô tả khoa học đầu tiên năm 1951.